# Тернопільський національний педагогічний університет імені Володимира Гнатюка
Терно́пільський націона́льний педагогі́чний університе́т і́мені Володи́мира Гнатюка́ — заклад вищої освіти у м. Тернополі.

## Історія
Тернопільський національний педагогічний університет імені Володимира Гнатюка — найстаріший вищий навчальний заклад на Тернопіллі.
1 жовтня 1805 року відкрито Кременецьку гімназію, яку в 1818 році реорганізовано в ліцей. У 1831 році його закрили, а матеріальна база ліцею стала основною для створення в м. Києві університету Святого Володимира (нині — Київський національний університет ім. Т. Г. Шевченка). У 1920 році відновив свою роботу.
15 квітня 1940 року відкрито Кременецький учительський інститут, який 4 серпня 1950 року реорганізовано в педагогічний. У 1969 році заклад переведено до Тернополя. У 1989 році відкрито ліцей фізико-математичного профілю, а в 1991 році — аспірантуру.
У 1997 році Тернопільський педагогічний інститут реорганізовано в університет і присвоєно ім'я Володимира Гнатюка. У 2004 році отримав статус національного.

## Структура університету

### Факультети
- географічний;
- інженерно-педагогічний;
- іноземних мов;
- історичний;
- мистецтв;
- педагогіки і психології;
- фізико-математичний;
- фізичного виховання;
- філології і журналістики;
- хіміко-біологічний.

### Центри
- Довишівської підготовки;
- Післядипломної освіти.

#### Музей «Джерела»
У 1995 році історик та археолог Олександр Петровський заснував музей як навчально-методичний кабінет з археології та допоміжних історичних дисциплін.

## ЗМІ
- Студентський вісник — університетська газета. Заснована 1 січня 1958 року, відновлена 1988 року. Редактори — Микола Вишневський (1988-91), Богдан Новосядлий, П. Сорока, О. Глотов, Н. Чайківська, А. Грицишин (від 1998). Виходить на 8 сторінках[10][11].

## Кадровий склад

### Ректори
- Іван Вакула — 1940—1941, директор Кременецького учительського інституту;
- Ульян Краглик — 1944—1950, директор Кременецького учительського інституту;
- Микола Бригінець — 1961—1969, ректор Кременецького педагогічного інституту, 1969—1974 — ректор Тернопільського педагогічного інституту;
- Олександр Явоненко — 1974—1982;
- Іван Бутницький — 1982—1984;
- Юрій Іващенко — 1984—1990;
- Володимир Кравець — 1990—2017;
- Богдан Буяк — від 2017[12].

## Випускники
- Олег Барна — український громадсько-політичний діяч, правозахисник, педагог. Народний депутат України 8-го скликання.
- Степан Барна — український громадсько-політичний діяч. Народний депутат України 8-го скликання. Голова Тернопільської ОДА (від 2 квітня 2015 до 11 червня 2019).
- Богдан Буяк — український науковець, громадський діяч, політолог. Доктор філософських наук. Ректор Тернопільського національного педагогічного університету імені Володимира Гнатюка.
- Анатолій Вихрущ — український вчений в галузі педагогіки, громадський діяч. Доктор педагогічних наук (1994).
- Василь Грубінко — український вчений-біолог, педагог. Доктор біологічних наук (1995), професор (1999). Дійсний член Екологічної академії України (2000). Віце-президент Гідроекологічного товариства України.
- Анатолій Зінкевич — український церковний діяч, митрофорний протоієрей Православної Церкви України. Засновник Тернопільського Свято-Троїцького духовного центру імені Данила Галицького.
- Борис Заверуха — український ботанік-систематик, флорист, доктор біологічних наук, професор.
- Володимир Кравець — український вчений-математик, педагог, громадський діяч. Доктор педагогічних наук, професор, член-кореспондент Академії педагогічних наук України. Заслужений працівник освіти України.
- Юрій Матевощук — український поет, перекладач, засновник поетичного конкурсу «Dictum». Наймолодший на Тернопільщині член Національної спілки письменників України.
- Василь Махно — український поет, есеїст, перекладач, літературознавець.
- Олена Підгрушна — спортсменка, майстер спорту України міжнародного класу, золота призерка чемпіонату світу з біатлону 2013.
- Дмитро Підручний — український біатлоніст, чемпіон світу, чемпіон Європи, чемпіон та призер Зимової Універсіади, призер чемпіонатів Європи з біатлону, учасник та призер етапів кубка світу з біатлону.
- Оксана Пекун — народна артистка України.
- Ігор Побер — український політик, спортсмен (бодибілдинг, пауерліфтинг), народний депутат України VII та VIII скликань, віце-президент федерації бодибілдингу України
- Ростислав Семків — український письменник, літературознавець, літературний критик, перекладач, видавець, доцент Національного університету «Києво-Могилянська Академія».
- Олег Собчук — український рок-музикант, засновник і фронтмен українського рок-гурту СКАЙ. Член спілки авторів України.
- Лідія Тасєнкевич — українська науковиця-ботанік, доктор біологічних наук.
- Сергій Ухачевський — український письменник, сценарист, журналіст, продюсер, менеджер.
- Олександр Хома — спортсмен, спортивний волонтер, громадський діяч, співзасновник ГО «Творчий простір ОРЕЛІ», представник команди освітнього проєкту «Здорове харчування для дітей», співзасновник та заступник голови ГО «Я ДОНОР».
- Михайло Цимбалюк — генерал-лейтенант міліції, народний депутат України, доктор юридичних наук, професор,  Заслужений юрист України, Почесний громадянин міст Бучач, Підволочиськ та Монастириська Тернопільської області.
- Іван Шкварло — український парафутболіст, майстер спорту міжнародного класу.
- Олег Юзчишин — український спортивний діяч, заслужений працівник фізичної культури і спорту України.

## Досягнення

### Відзнаки і нагороди
- 2000 — за результатами рейтингу вищих закладів освіти України університет нагороджено Дипломом лауреата[13].
- 2001 — на Міжнародному Академічному Рейтингу популярності «Золота Фортуна» університет нагороджено Дипломом лауреата[14].
- 2002 — на Міжнародному Академічному Рейтингу популярності «Золота Фортуна» в номінації: «Навчальний заклад — як гарант професійної підготовки майбутніх викладачів» університет нагороджено Дипломом лауреата.
- 2010 — у конкурсі Програма рівних можливостей та прав жінок України університет нагороджено Дипломом переможця конкурсу на створення кафедр ґендерних студій.
- 2013 — за підсумками Національної системи рейтингового оцінювання став лідером серед вищих навчальних закладів України.
- 2017 — у консолідованому рейтингу вищих навчальних закладів України серед педагогічних навчальних закладів університет посів третє місце.
- 2018 — у конкурсі «Народний бренд — 2018» серед вищих навчальних закладів університет посів перше місце.
- 2020 — у рейтингу педагогічних закладів вищої освіти України за версією МОН університет посів перше місце[джерело?].